# Sherry Stringfield
Sherry Lea Stringfield (Colorado Springs, Colorado, 24 juni 1967) is een Amerikaans actrice, die bekend is geworden door haar rol van Dr. Susan Lewis in de televisieserie ER.
Sherry is gescheiden van Larry Joseph, ze hebben twee kinderen samen.
Ze heeft ook rollen in de series Guiding Light en NYPD Blue (waarin ze de ex-vrouw speelde van officier John Kelly (David Caruso).

## ER
Ze speelde in de eerste drie seizoenen van ER, waarvoor ze werd gewaardeerd met een Emmy Award. Na drie seizoenen stopte Stringfield vanwege het verlangen naar een "normaal leven". Na een paar jaar keerde ze terug. In augustus 2005 maakte Sherry bekend dat ze de serie verliet.

## Filmografie
- The Shunning (2011)
- Law & Order "Zero" (2008)
- Forfeit (2007)
- Viva Las Nowhere (2001)
- Autumn in New York (2000)
- 54 (1998)
- ER (1994-2005)
- NYPD Blue (1993-1994)